# Jon Bautista
Jon Bautista Orgilles (Mahón, 3 luglio 1995) è un calciatore spagnolo, attaccante dell'Eibar.

## Statistiche

### Presenze e reti nei club
Statistiche aggiornate al 4 marzo 2018.
| Stagione               | Squadra                | Campionato             | Campionato | Campionato | Coppe nazionali | Coppe nazionali | Coppe nazionali | Coppe continentali | Coppe continentali | Coppe continentali | Altre coppe | Altre coppe | Altre coppe | Totale | Totale |
| Stagione               | Squadra                | Comp                   | Pres       | Reti       | Comp            | Pres            | Reti            | Comp               | Pres               | Reti               | Comp        | Pres        | Reti        | Pres   | Reti   |
| ---------------------- | ---------------------- | ---------------------- | ---------- | ---------- | --------------- | --------------- | --------------- | ------------------ | ------------------ | ------------------ | ----------- | ----------- | ----------- | ------ | ------ |
| 2014-2015              | Real Sociedad B        | SDB                    | 25         | 2          | -               | -               | -               | -                  | -                  | -                  | -           | -           | -           | 25     | 2      |
| 2015-2016              | Real Sociedad B        | SDB                    | 29         | 14         | -               | -               | -               | -                  | -                  | -                  | -           | -           | -           | 29     | 14     |
| 2016-2017              | Real Sociedad B        | SDB                    | 18         | 13         | -               | -               | -               | -                  | -                  | -                  | -           | -           | -           | 18     | 13     |
| Totale Real Sociedad B | Totale Real Sociedad B | Totale Real Sociedad B | 72         | 29         |                 | -               | -               |                    | -                  | -                  |             | -           | -           | 72     | 29     |
| 2015-2016              | Real Sociedad          | PD                     | 4          | 1          | CR              | -               | -               | -                  | -                  | -                  | -           | -           | -           | 4      | 1      |
| 2016-2017              | Real Sociedad          | PD                     | 12         | 3          | CR              | 1               | 0               | -                  | -                  | -                  | -           | -           | -           | 13     | 3      |
| 2017-2018              | Real Sociedad          | PD                     | 8          | 1          | CR              | 2               | 0               | UEL                | 7                  | 1                  | -           | -           | -           | 17     | 2      |
| Totale Real Sociedad   | Totale Real Sociedad   | Totale Real Sociedad   | 24         | 5          |                 | 3               | 0               |                    | 7                  | 1                  |             | -           | -           | 34     | 6      |
| Totale carriera        | Totale carriera        | Totale carriera        | 96         | 34         |                 | 3               | 0               |                    | 7                  | 1                  |             | -           | -           | 106    | 35     |

## Palmarès

### Club

#### Competizioni nazionali
- Coppa di Spagna: 1

Real Sociedad: 2019-2020